# 艾庫姆米倫巴赫河

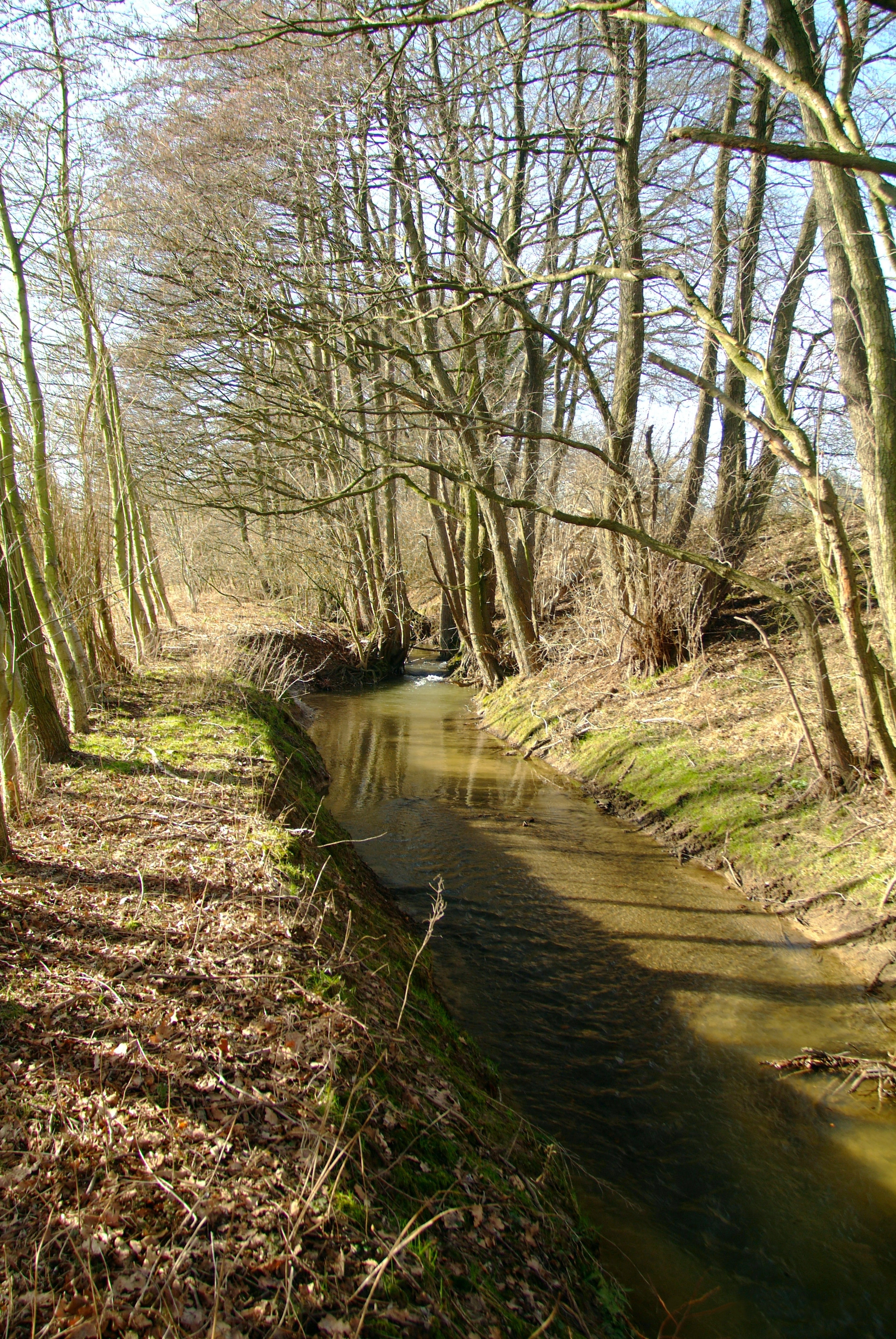

52°6′21″N 8°39′7.5″E / 52.10583°N 8.652083°E
艾庫姆米倫巴赫河（德語：Eickumer Mühlenbach），是德國的河流，位於該國西部，處於北萊茵-威斯特法倫州，屬於阿河的右支流，河道全長7.4公里，流域面積19.3平方公里。